# Ламботт, Жан Батист Эмиль
Жан Бати́ст Эми́ль (Эрне́ст) Ламбо́тт (фр. Jean Baptiste Émil (Ernest) Lambotte; 1832—1905) — бельгийский миколог и врач.

## Биография
Жан Батист Эмиль Ламботт родился в 1832 году.
Ламботт преподавал в государственном учительском колледже в Вервье, также занимался врачеванием. В свободное от работы время изучал микологическую флору Бельгии. В 1880 году он издал трёхтомную книгу Flore mycologique belge, в 1886 и 1889 выпустил объёмные дополнения к ней, в которые включил иллюстраций и дополнительные описания родов и видов грибов.
4 мая 1905 года Ламботт скончался.
Гербарные образцы, собранные Ламботтом, имеются в Национальном ботаническом саду Бельгии в Мейсе (BR).

## Некоторые научные работы
- Lambotte, J.B.É. (1880). Flore mycologique belge. 3 vols.

## Роды грибов, названные в честь Ж. Б. Э. Ламботта
- Lambottiella (Sacc.) Sacc., 1913 [= Lophiostoma Ces. & De Not., 1863]